# Bracon (hyménoptère)
Pour les articles homonymes, voir Bracon (homonymie).
Genre
Synonymes
- Amicoplidea
- Brachon
- Braco
- Brazon
- Chivinia
- Kulczynskia
- Liobracon
- Lorenzoa
- Macrodyctium
- Microbracon
- Seliodus
- Striobracon
- Tropidobracon

Bracon est un genre d'insectes de l'ordre des hyménoptères de la famille des Braconidae, de la sous-famille des Braconinae et de la tribu des Braconini. C'est le genre type de sa famille.

## Liste des sous-genres
- Asiabracon
- Bracon
- Cyanopterobracon
- Foveobracon
- Glabrobracon
- Lucobracon
- Ophthalmobracon
- Orientobracon
- Orthobracon
- Osculobracon
- Palpibracon
- Pappobracon
- Pigeria
- Pilibracon
- Punctobracon
- Rostrobracon
- Sculptobracon

## Espèces fossiles
- †Bracon abstractus Brues 1910
- †Bracon antefurcalis Belokobylskij 2014
- †Bracon brodiei Belokobylskij 2014
- †Bracon cockerelli Brues 1910
- †Bracon diffusiventre Théobald 1937
- †Bracon induratum Théobald 1937
- †Bracon laceolata Zhang 1989
- †Bracon laminarum Scudder 1878
- †Bracon macrostigma von Heyden 1858
- †Bracon micrarche Cockerell 1921
- †Bracon pallidus Heer 1867
- †Bracon praeteritus Förster 1891
- †Bracon resurrectus Brues 1910
- †Bracon rottensis Meunier 1915
- †Bracon vasseuri Meunier 1914

## Liens  externes
- Ressources relatives au vivant :   - Australian Faunal Directory
  - BugGuide
  - Dyntaxa
  - EPPO Global Database
  - EU-nomen
  - Fauna Europaea
  - Paleobiology Database
  - Global Biodiversity Information Facility
  - iNaturalist
  - Interim Register of Marine and Nonmarine Genera
  - Nálezová databáze ochrany přírody
  - NBN Atlas
  - Nederlands Soortenregister
  - New Zealand Organisms Register
  - Plazi
  - Système d'information taxonomique intégré
  - ZooBank